# ФК «Вікторія» (Жижков) у сезоні 1920
ФК «Вікторія» (Жижков) у сезоні 1920 — сезон чехословацького футбольного клубу «Вікторія» (Жижков). У Середньочеській лізі команда посіла третє місце. У Середньочеському кубку дійшла до фіналу. За рік команда зіграла 58 матчів (34 перемоги, 12 нічиїх, 12 поразок).

## Чемпіонат Чехословаччини
Середньочеська ліга
|    | Турнірна таблиця     | І  | В  | Н | П | МЗ | МП | DR  | О  |
| -- | -------------------- | -- | -- | - | - | -- | -- | --- | -- |
| 1  | Спарта (Прага)       | 11 | 11 | 0 | 0 | 37 | 6  | +31 | 22 |
| 2  | Вршовіце (Прага)     | 11 | 6  | 3 | 2 | 20 | 14 | +6  | 15 |
| 3  | Вікторія (Жижков)    | 11 | 6  | 2 | 3 | 21 | 11 | +10 | 14 |
| 4  | Спарта (Кладно)      | 11 | 7  | 0 | 4 | 27 | 24 | +3  | 14 |
| 5  | Уніон (Жижков)       | 11 | 5  | 4 | 2 | 15 | 10 | +5  | 14 |
| 6  | Славія (Прага)       | 11 | 5  | 1 | 5 | 35 | 17 | +18 | 11 |
| 7  | Кладно               | 11 | 4  | 3 | 4 | 27 | 27 | 0   | 11 |
| 8  | Метеор Виногради     | 11 | 3  | 3 | 5 | 16 | 20 | -4  | 9  |
| 9  | Метеор-VIII (Прага)  | 11 | 3  | 2 | 6 | 18 | 30 | -12 | 8  |
| 10 | Олімпія Прага VII    | 11 | 3  | 1 | 7 | 11 | 18 | -7  | 7  |
| 11 | Краловські Виногради | 11 | 1  | 3 | 7 | 10 | 27 | -17 | 5  |
| 12 | Лібень (Прага)       | 11 | 0  | 2 | 9 | 7  | 42 | -35 | 2  |

### Матчі
| 18.04.1920 | Славія (Прага) | 1:2  | Вікторія (Жижков) |  |  |
| |                | звіт |                   |  |  |
| Славія: Турек — Раценбергер, Нутль — Виранський, Фіхта, Коваржович ІІ — Шквор, Бєлка, Коваржович І, Ванік, Прошек Вікторія: Томс, Стейнер, Шварц, Гдрлічка, Градецький, Плодр, Гавлік, Сейферт, Влк, Колінський, Земан |                |      |                   |  |  |

| 30.05.1920 | Спарта (Прага) | 2:0  | Вікторія (Жижков) |  |  |
| | Янда Кокоурек  | звіт |                   |  |  |
| Спарта: Пейр, Гоєр, Поспішил, Коленатий, Пешек, Гушек, Седлачек, Янда, Пілат, Кокоурек, Шпіндлер Вікторія: Клапка, Стейнер, Шварц, Плодр, Градецький, Гдрлічка, Ломоз, Горський, Чеський, Бребурда, Сейферт |                |      |                   |  |  |

- 21.03. Вікторія — Олімпія — 2:1
- 28.03. Вікторія — Вршовіце — 0:0
- 11.04. Вікторія — Метеор-VIII — 4:2
- 25.04. Вікторія — Метеор Виногради — 1:0
- 9.05. Вікторія — Лібень — 6:0
- 6.06. Вікторія — ЧАФК — 5:1 (Мисік-3, Горський-2)[1]
- 13.06. Вікторія — Уніон Ж — 0:0

## Середньочеський кубок

### 1919
Догравання минулорічного розіграшу, фінал якого відбувся в 1920 році.
| фінал 14.03.1920 | Спарта (Прага)     | 2:0  | Вікторія (Жижков) | Прага |  |
| | Янда 16' Влчек 22' | звіт |                   |       |  |
| Спарта: Пейр, Гоєр, Поспішил, Коленатий, Фівебр, Пешек, Седлачек, Янда, Пілат, Влчек, Плачек Вікторія: Клапка, Стейнер, Шварц, Гдрлічка-мол, Влк, Плодр, Колінський, Сейферт, Мисік, Новий, Земан |                    |      |                   |       |  |

### 1920
| 1/4 фіналу 10.10.1920 | Вікторія (Жижков) | 2:1 | «Колін» |  |  |
|                       |                   |     |         |  |  |
|                       |                   |     |         |  |  |

| 1/2 фіналу 17.10.1920 | Славія (Прага) | 0:2 | Вікторія (Жижков)    |               |  |
| |                |     | 13' Земан 81' Гавлік | Глядачі: 9000 |  |
| Славія: Беранек, Янек, Раценбергер, Виранський, Нутль, Коваржович, Валек, Бєлка, Ванік, Чипера, Прошек Вікторія: Клапка, Шварц, Стейнер, Плодр, Градецький, Сейферт, Земан, Горський, Мисік, Шафранек, Гавлік |                |     |                      |               |  |

Фінал
| фінал 31.10.1920 | Спарта (Прага)                        | 5:1  | Вікторія (Жижков)  | Прага |  |
| | Маца 15' 36' Янда 21' 61' Седлачек ?' | звіт | 50' (пен.) Стейнер |       |  |
| Спарта: Матеш, Гоєр, Поспішил, Коленатий, Пешек, Пернер, Седлачек, Янда, Маца, Кокоурек, Шпіндлер Вікторія: Клапка, Стейнер, Шварц, Сейферт, Градецький, Плодр, Гавлік, Шафранек, Фрида, Горський, Земан |                                       |      |                    |       |  |

## Інші матчі
Серед цих матчів і більшість поєдинків чемпіонату Середньої Чехії.
- «Вікторія» (Жижков) — «Уніон» (Жижков) — 1:0
- «Вікторія» (Жижков) — «Олімпія VII» (Прага) — 1:0
- «Вікторія» (Жижков) — «Олімпія VII» (Прага) — 2:1
- «Вікторія» (Жижков) — «Нусельський СК» — 6:3
- «Вікторія» (Жижков) — «Бубенеч» — 1:0
- «Вікторія» (Жижков) — «Колін» — 2:1
- «Вікторія» (Жижков) — «Спарта» (Прага) — 0:1
- «Вікторія» (Жижков) — «Спарта» (Прага) — 0:2
- «Вікторія» (Жижков) — «Славія» (Прага) — 1:1
- «Вікторія» (Жижков) — «Славія» (Прага) — 2:1
- «Вікторія» (Жижков) — «Вршовіце» (Прага) — 0:0
- «Вікторія» (Жижков) — «Вршовіце» (Прага) — 5:2
- «Вікторія» (Жижков) — «Сміхов» (Прага) — 6:0
- «Вікторія» (Жижков) — «Метеор VII» (Прага) — 3:0
- «Вікторія» (Жижков) — «Пардубіце» — 0:0
- «Вікторія» (Жижков) — «Лібень» (Прага) — 2:0
- «Вікторія» (Жижков) — «Спарта» (Кладно) — 0:2
- «Вікторія» (Жижков) — «Ганацька Славія» — 4:1
- «Вікторія» (Жижков) — «Нусельський СК» — 3:1
- «Вікторія» (Жижков) — «Краловські Виногради» — 5:1
- «Вікторія» (Жижков) — «Уніон» (Жижков) — 0:0
- 16.06.1920. «Вікторія» (Жижков) — «Камратерна» (Мальме, Швеція) — 1:3 (Ян Чеський)
  - Склад «Вікторії»: Клапка, Шварц, Стейнер, Плодр, Градецький, Сейферт, Ломоз, Горський, Чеський, Ян Мисік, Гавлік[2]
- «Вікторія» (Жижков) — «Камратерна» (Мальме, Швеція) — 3:0
- «Вікторія» (Жижков) — «Кладно» — 1:2
- «Вікторія» (Жижков) — «Кладно» — 4:3
- «Вікторія» (Жижков) — «Гагібор» (Прага) — 2:0
- «Вікторія» (Жижков) — «Братислава» — 4:0
- «Вікторія» (Жижков) — «Нові Замки» — 3:0
- «Вікторія» (Жижков) — «Ганацька Славія» (Кромержиж) — 2:0
- «Вікторія» (Жижков) — «Уніон» (Жижков) — 0:1
- «Вікторія» (Жижков) — Збірна Жижкова — 5:2
- «Вікторія» (Жижков) — «Чеський Лев» (Пльзень) — 5:2
- «Вікторія» (Жижков) — «Олімпія» (Пльзень) — 3:0
- «Вікторія» (Жижков) — «Чехія Карлін» (Прага) — 5:1
- «Вікторія» (Жижков) — «Нусле» — 7:0
- «Вікторія» (Жижков) — «Метеор» Виногради — 3:0
- «Вікторія» (Жижков) — «Колін» — 2:0
- Жовтень. «Вікторія» (Жижков) — «Спарта» (Прага) — 0:0
- Жовтень. «Вікторія» (Жижков) — «Спарта» (Прага) — 0:1
- Жовтень. «Вікторія» (Жижков) — «Славія» (Прага) — 1:0
- Жовтень. «Вікторія» (Жижков) — «Славія» (Прага) — 3:2

### Комбінована команда
| 28.11.1920 | Славія (Прага) | 2:1  | Спарта (Прага)/Вікторія (Жижков) | Прага         |  |
| | Ванік Шубрт    | звіт | Шафранек                         | Глядачі: 8000 |  |
| Славія: Беранек, Раценбергер, Нутль, Виранський, Фіхта, Коваржович, Лутовський, Сеєгр, Ванік, Шубрт, Прошек Комбінована команда: Клапка, Гоєр, Стейнер, Плодр, Пешек, Сейферт, Гавлік, Кокоурек, Маца, Шафранек, Шквайн-Мазал |                |      |                                  |               |  |

## Склад
| «Вікторія» в 1920 році Воротарі: Рудольф Клапка, Главачек, Томс Захисники: Карел Стейнер, Шварц. Півзахисники: Франтішек Плодр, Еміл Сейферт, Градецький. Нападники: Ломоз, Земан, Гавлік, Ярослав Мисік, Антонін Бребурда, Шафранек, Гдрлічка, Ждярський, Грабе, Фердинанд Гайний, Франкл |

## Матчі збірних
Влітку збірна Чехословаччини взяла участь в Олімпійських іграх, що проходили в Антверпені. Команда дійшла до фіналу турніру, але не отримала медалей, бо залишила поле у фінальному матчі наприкінці першого тайму в знак протесту проти несправедливого суддівства. Команда отримала дискваліфікацію. «Вікторію» на іграх представляли Рудольф Клапка, Еміл Сейферт і Карел Стейнер.
- 1/8. Чехословаччина — Югославія — 7:0 (грав Клапка)
- 1/4. Чехословаччина — Норвегія — 4:0 (грали Клапка, Сейферт і Стейнер)
- 1/2. Чехословаччина — Франція — 4:1 (грали Клапка, Сейферт і Стейнер, Стейнер забив гол)
- Фінал. Чехословаччина — Бельгія — 0:2 (грали Клапка, Сейферт і Стейнер, матч перерваний на 39-й хвилині)